# Пятнистая трёхпёрстка

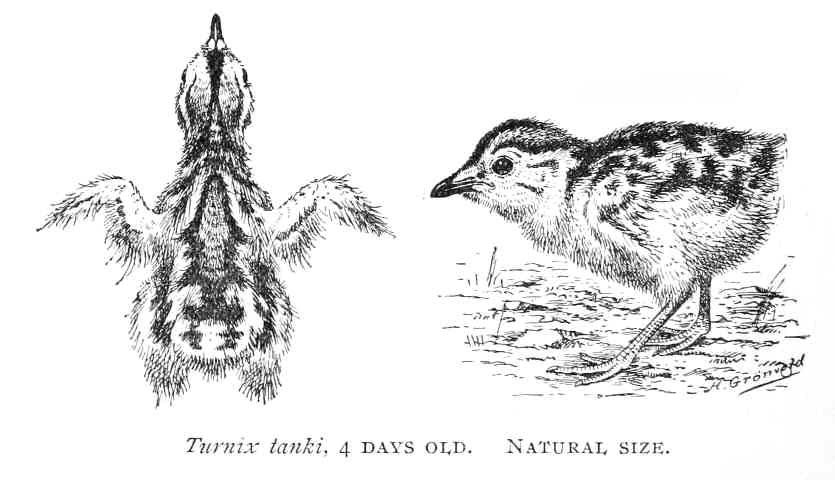
Птенец трёхперстки

Пятнистая трёхпёрстка (лат. Turnix tanki) — вид птиц из семейства трёхпёрсток. Выделяют два подвида. Относится к дальневосточным объектам болотно-луговой дичи.

## Внешний вид и строение
Пятнистая трёхпёрстка достигает длины 15—18 см.
Верхняя сторона тела самки серовато-бурая с тонким поперечным черноватым рисунком. Нижняя сторона тела охристая, а зоб имеет цвет ржавчины. Передняя часть груди и крылья покрыты круглыми или полулунными черноватыми пятнами. Окраска самцов отличается большим количеством охристых пестрин на верхней стороне тела, а ещё у них меньше ржаво-рыжего цвета на нижней поверхности шеи и зобе.

## Распространение и места обитания
Этот вид живёт в Южной Азии: Индии, Никобарских и Андаманских островах, Индокитае (исключая Малакки). Затем от Бирмы её ареал широкой полосой идёт на север до Северо-Восточного Китая, захватывает Корею и достигает юга Приморского края (до реки Большая Уссурка). Популяция имеет пульсирующий характер, обратно пропорциональный популяции местного дальневосточного перепела, с которым вид, по-видимому, конкурирует за ресурсы в одной природной нише. В нашей стране это перелётная птица, а на юге ареала — оседлая. В Приморском крае этот вид наблюдали на полях, в долинах рек, на лугах и других открытых местностях. Населяет густое высокое разнотравье, лугах, камыши и открытые болота. Гнездование описано у оз. Дорицени.

## Размножение и развитие
Во время брачных игр инициативу проявляет самка. Она бегает вокруг самца расправив хвост и распушив перья. После спаривания самка выкапывает в земле углубление, куда откладывает 4 яйца. Яйца овальные, белые, покрытые густыми буровато-серыми тонкими штрихами. Их размер: длинная ось — 25—26 мм, короткая — 20—21 мм. Насиживанием кладки занимается самец, а длится оно 12 дней. Птенцы покрыты пухом и немедленно уходят из гнезда и следуют за отцом. Он водит их 10 дней. В 10 дней птенцы начинают летать, а в 5—6 недель первый раз линяют. В условиях юга Приморья делают по две кладки за лето (Шульпин, 1936).

## Питание
Кормятся они в основном семенами и мелкими насекомыми.